# Liste des longs métrages maltais proposés à l'Oscar du meilleur film international
Cet article présente la liste des longs métrages maltais proposés à l'Oscar du meilleur film international.

## Films proposés par Malte
| Année (Cérémonie) | Titre français | Titre original | Langue(s)        | Réalisateur          | Résultat                      |
| ----------------- | -------------- | -------------- | ---------------- | -------------------- | ----------------------------- |
| 2015 (87e)        | Simshar (gl)   | Simshar (gl)   | maltais          | Rebecca Cremona (mt) | Non nommé                     |
| 2022 (94e)        | Luzzu          | Luzzu          | maltais          | Alex Camilleri       | Non nommé                     |
| 2023 (95e)        | Carmen (gl)    | Carmen (gl)    | maltais, anglais | Valerie Buhagiar     | Retiré de la liste définitive |
| 2025 (97e)        | Castillo       | Castillo       | maltais          | Abigail Mallia       | En attente                    |